# Tipton (Oklahoma)

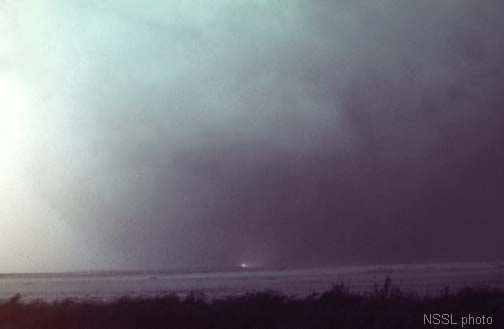
Ein Tornado über Tipton am 20. Mai 1977

Tipton ist eine Town im Tillman County in US-Bundesstaat Oklahoma. Das U.S. Census Bureau hat bei der Volkszählung 2020 eine Einwohnerzahl von 864 auf einer Fläche von 1,7 km²ermittelt. Die Bevölkerungsdichte liegt bei 508 pro km². Tipton liegt rund 23 Kilometer nordwestlich von Frederick, dem Sitz der Countyverwaltung, am Kreuzungspunkt der State Highways 5 und 5C.

## Geschichte
Ursprünglich hieß die Siedlung Farmersville, wegen des fruchtbaren Ackerbodens dieses Gebiets. Für einen kurzen Zeitraum wurde die Stadt in Stinson, umbenannt. W. A. Stinson verkaufte aber später Teile des Stadtgebiets an Anleger aus Elk City (Oklahoma). 1909 übersiedelte die Stadt, um von der Lage an der neuen Eisenbahnlinie der Wichita Falls and Northwestern Railway zu profitieren. Die Stadt wurde nach John J. Tipton benannt, dem Zugführer des ersten Eisenbahnzuges, der auf dieser neuen Strecke fuhr. 1911 wurde die Eisenbahnlinie von der Missouri, Kansas and Texas Railway übernommen. Offizielles Gründungsdatum von Tipton ist der 29. Juli 1909. Am 18. September 1909 wurde das Postamt eröffnet. Die Zeitung The Tipton Tips wurde ebenfalls 1909 gegründet. Im Jahr 1910 hatte Tipton bereits 441 Einwohner. Die Einwohnerzahl erreichte 1940 ihren Höchststand mit 1.470. Im Jahr 1990 waren es wegen der Veränderungen in der Landwirtschaft nur noch 1.043 Einwohner, seither hat die Bevölkerung weiter abgenommen.

## Landwirtschaft
Das Ackerland um Tipton ist bekannt durch seine fruchtbaren Böden. Die lehmige Erde wird „Tipton loam“ genannt und zählt zu den für die Landwirtschaft am besten geeigneten Böden der Vereinigten Staaten. Auf den meisten Feldern wird Baumwolle angebaut. Dazu kommen die Luzerne (englisch Alfalfa) als Futtermittel und Weizen. Bis in die 1950er-Jahre wurde auf großen Flächen Gemüse für die Versorgung der Städte angebaut, heute wird der Gemüseanbau teilweise wieder reaktiviert.

## Tornados
Tipton ist wie ganz Oklahoma fast doppelt so häufig von Tornados betroffen wie der US-Durchschnitt. Am 1. Mai 1954 verursachte ein Tornado der Kategorie 4 (maximale Windgeschwindigkeiten zwischen 330 und 417 km/h), der in einem Abstand von etwa 30 km am Stadtzentrum vorbeizog, einen Schaden von 50.000 bis 500.000 Dollar, es gab 2 Verletzte. Am 10. April 1979 zog ein weiterer Tornado der Kategorie in ähnlicher Entfernung an der Ortschaft vorbei. Dieses Mal kam es zu Schäden zwischen 5 und 50 Millionen Dollar, es gab 11 Todesopfer und 68 Verwundete.

## Tipton Home
Im Juni 1924 übersiedelte das Waisenhaus der Church of Christ von Canadian, Texas, wo es 1921 gegründet worden war, nach Tipton. Für den Bau des Kinderheimes hatten Sol und Maggie Tipton Land zur Verfügung gestellt. Das ehemalige Tipton Orphans' Home ist unter dem Namen Tipton Home bis heute in Betrieb.